# Christen Hansen Munk
Christen Hansen Munk (født 1520, død 5. juli 1579 i Aakjær i Jylland) var en dansk lensherre og statholder, som gjorde tjeneste i Norge.
I 1548 var han stadig ved hoffet i København og deltog i prinsesse Annas rejsefølge, da hun skulle giftes med kurfyrste August 1. i Sachsen samme år.
I 1549 blev han lensherre på Hamar og fik efterhånden en række klostre til ejendom, efter at de var overgået til kronen efter reformationen. I 1556 blev han ifølge kilderne statholder og lensherre på Akershus, en stilling han besad helt frem til 1572. Denne statholderstilling må ses som en forløber for den statholderstilling under unionen med Danmark, som blev oprettet og eksisterede med enkelte afbrydelser helt frem til 1814.
I 1560'erne regerede han over Hamar len og Akershus len, mens han havde residens på Akershus fæstning. Desuden havde han en række andre mindre len i en kortere eller længere periode, blandt dem Bratsberg og Gimsøy kloster, Tønsberg len og Sunnmøre.
I 1567 rykkede svenske tropper under Den Nordiske Syvårskrig mod Akershus fæstning, og som svar på denne trussel lod Munk Oslo brænde af for at undgå, at svenskerne fik mulighed for at barrikadere sig i byen. Mangel på skyts og forsyninger medførte, at svenskerne trak sig tilbage efter otte dage. Nogle år senere iværksatte Munk en gengældelsesaktion ved at sende tropper ind i Värmland og Dalsland i Sverige på hærgnings- og plyndringstogt.
I 1572 flyttede Christen Munk til Jylland.
På Akershus fæstning er både Munkedammen og Munketårnet opkaldt efter ham. Munketårnet var middelalderfæstningens vandtårn, som han i 1559 lod ombygge til kanon- og porttårn.